# Femmine di lusso (film 1960)
Femmine di lusso è un film del 1960 diretto da Giorgio Bianchi, diffuso sulla rete cinematografica in Italia con il titolo Intrigo a Taormina.

## Trama
Il Commendator Lementi parte con la sua imbarcazione lussuosa per le coste della Sicilia. A bordo vi sono anche i suoi amici che ne combinano di tutti i colori con le mogli, scoprendo tradimenti e relazioni segrete. Al centro degli intrecci vi sono il comandante, Walter e Ugo che scambiano le loro fidanzate e amanti, ma alla fine riusciranno a risolvere le cose.

## Accoglienza

### Critica
Pietro Bianchi su Il Giorno del 23 febbraio 1961 "Ecco un film pieno di cose futili e stravaganti, che dev'essere costato parecchio (ha un cast folto di nomi di cartello) e che pure non significa nulla. Non c'è invenzione, non c'è dialogo, non c'è spirito. A meno che si vogliano giudicare spiritosi i doppisensi da varietà di seconda categoria, sulle amicizie particolari. È un pasticcetto che sotto le apparenze dell'erotismo estivo, vuol farci vedere l'importanza che molta gente avvezza al dolce far niente, attribuisce ai quattrini, Chiari e Tognazzi sono impegnati nel farci ridere, la Koscina e la Lee sono le inevitabili partner della dolce vita sul mare."